# Stade Bilino-Polje
Le stade Bilino Polje est un stade de football, situé à Zenica, en Bosnie-Herzégovine.

## Histoire
Inauguré en 1972, il est le terrain de jeu du NK Čelik et accueille les rencontres de l'équipe de Bosnie-Herzégovine. Propriété de la ville de Zenica, l'enceinte a une capacité de 15 292 places.